# Royaume d'Aksoum
IVe siècle av. J.-C. – Xe siècle
Entités précédentes :
- D'mt

Entités suivantes :
- Empire d'Éthiopie

Le royaume d'Aksoum, aussi écrit Axoum ou Aksum, et aussi appelé Empire aksoumite (en guèze : መነገሠተ አከሰመ, Mängəśtä ʾäksum) est un ancien État de la Corne de l'Afrique situé en Érythrée et dans la région du Tigré, au nord de l'Éthiopie. Il s'est développé autour de la ville d'Aksoum à partir du IVe siècle av. J.-C., pour atteindre son apogée du Ier au VIe siècle.
Situé au carrefour des routes commerciales entre l'Inde et la mer Méditerranée, le royaume d'Aksoum est devenu un acteur majeur du commerce entre l'Empire romain et l'Inde ancienne. À son apogée, le royaume d'Aksoum s'étendait sur la plus grande part de l'Érythrée actuelle, le nord de l'Éthiopie, Djibouti, la Somalie, une partie du Soudan, de l'Égypte et de l'Arabie du Sud et était décrit par le prophète persan Mani (mort en 274 après J.-C.) comme l'une des quatre grandes puissances de son époque, aux côtés de la Perse, de Rome et de la Chine.
En l'an 330, sous Ezana d'Aksum (320-360), le royaume adopte le christianisme comme religion d'État et appose le symbole de la croix chrétienne sur ses pièces de monnaies. La population est majoritairement convertie au VIe siècle.
Au VIIe siècle, les premiers musulmans de La Mecque fuyant la persécution des Quraychites y trouvent refuge ; l'exil des disciples de Mahomet, comme Jaafar ibn Abi Talib, est connu dans la tradition islamique comme la première Hégire (de l'arabe : hidjra, migration). La période qui suit est méconnue, par manque de source, et considérée comme le déclin du royaume jusqu'à sa chute au Xe siècle.

## Histoire

### Origines
Aksoum fut longtemps considéré comme ayant été fondé par des Sabéens de langue sémitique qui auraient traversé la mer Rouge en venant d'Arabie du Sud (l'actuel Yémen), mais la plupart des chercheurs s'accordent maintenant pour dire que ce fut un développement autochtone. En effet, l'ancien royaume D'mt (ou Da'amot) existait déjà avant toute migration sabéenne aux IVe et Ve siècles av. J.-C. et le guèze, ancienne langue sémitique d'Érythrée et d'Éthiopie, est maintenant connu pour être différent de la langue de Saba : il y a des traces de présence de langues sémitiques en Éthiopie et en Érythrée dès 2000 av. J.-C.(ou ère commune). L'influence du royaume de Saba semble aujourd'hui avoir été mineure, limitée à quelques localités, et disparaissant après quelques décennies ou un siècle. Pour rajouter à la confusion, dans l'Antiquité, il existait en Éthiopie une ville dénommée Saba qui ne semble toutefois pas avoir été une possession du royaume de Saba.

### Émergence d'un royaume commercial
Les fouilles archéologiques menées sur la colline où se trouve l'actuelle église de Bete Giyorgis ont permis de confirmer que le district d'Aksoum est au moins occupé depuis le IVe siècle av. J.-C. La première mention de la ville par des auteurs gréco-romains remonte au Ier siècle av. J.-C..
Dans Le Périple de la mer Érythrée, Aksoum est mentionné au Ier siècle apr. J.-C. comme un important marché pour l'ivoire qui était exporté dans tout le monde antique. Il est précisé qu'à cette période le roi d'Aksoum était Zoskales qui contrôlait deux ports sur la mer Rouge : Adulis (près de Massaoua en Érythrée) et Avalites (Zeilah dans l'actuel Somaliland).

Sites identifiés dans le Périple de la mer Érythrée indiquant les principales voies de navigations commerciales et la position du royaume d'Aksoum.

Le royaume d'Aksoum bénéficie d'une évolution majeure du système de commerce maritime reliant l'Empire romain et l'Inde, qui s'est produite au début de l'Ère commune. En effet, des expéditions romaines sont menées le long de la mer Rouge en quête d'éléphants, ce qui a renforcé les échanges commerciaux avec les populations de la Corne de l'Afrique. L'ancien système commercial reposait sur des voiliers naviguant le long des côtes en cabotant entre de nombreux ports. La mer Rouge n'était que d'importance secondaire par rapport au golfe Persique et aux routes terrestres vers le Levant (Proche-Orient). À partir de 100 av. J.-C., une route maritime plus directe entre l'Égypte et le Kerala a été établie, passant par la mer Rouge et utilisant les vents de la mousson pour traverser la mer d'Arabie directement vers le Sud de l'Inde. En l'an 100 apr. J.-C., le volume du trafic commercial sur cette nouvelle route avait éclipsé les anciennes routes, au point que l’Égypte romaine disposait d'une colonie au large de la corne de l'Afrique : l'île de Dioscoride (actuelle Socotra). La demande des Romains d'Orient pour les marchandises venant de l’Inde (soieries, épices, pierres précieuses, ivoire, métaux précieux) a augmenté de façon spectaculaire, entraînant un accroissement du nombre de grands navires traversant la mer Rouge de l’Égypte romaine vers la mer d’Arabie (alors appelée mer Érythrée) et l’Inde.
Contrairement au royaume de Koush dont le commerce dépend essentiellement de la navigation sur le Nil, le royaume d'Aksum possède plusieurs ports sur la côte de la mer Rouge. Plusieurs objets archéologiques tels que des poteries et pièces sont identifiées sur une large bande de 300 km jusqu'à Al-Qusair. Son commerce ne repose pas uniquement sur l'exportation. Déjà au Ier siècle av. J.-C., l'importation de fer s'effectue au sein du port d'Adulis en provenance de régions de l'Inde. Adulis devient rapidement le principal port et exporte vers l'Empire Romain des marchandises telles que l’ivoire, l’encens, l’or et les animaux exotiques.

### Relations avec le royaume de Koush

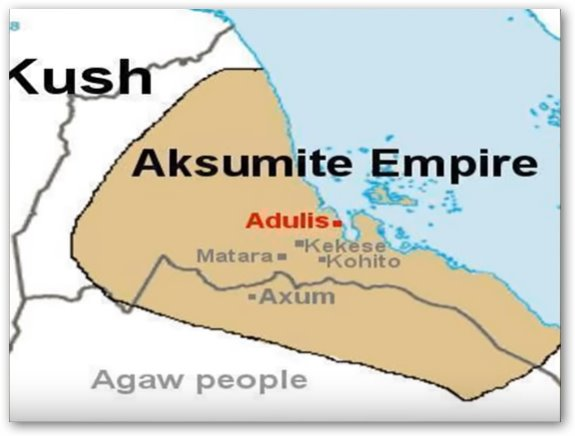
Royaume d'Aksoum (-400 - +950).

Ce renforcement du commerce international permet au royaume d'Aksoum de se développer en complète indépendance du royaume de Koush. Le commerce et les relations entre ces deux pays ne restent minimes. Le renforcement de cette nouvelle voie commerciale accélère les divergences pré-existantes entre les deux États. Une inscription datant de la fin du Ier siècle av. J.-C. fait état de tensions et d'opérations de démonstration de force à la frontière des deux royaumes se concluant par un tribut diplomatique adressé par le royaume d'Aksoum aux koushites.
Cependant, aucune structure défensive n'est mise en place aux frontières des deux pays, laissant supposer que des relations cordiales et commerciales sont maintenues. Dans un passage du  Périple de la mer Érythrée, il est décrit explicitement que l'ivoire est recueilli sur le territoire koushite, à Kyeneion, pour être exporté depuis Adulis. Toutefois, les données archéologiques actuelles tendent à suggérer que s'il existait un circuit d'approvisionnement d'ivoire via le Nil depuis Sinnar, une ville koush, le commerce d'ivoire depuis les territoires d'Aksoum ne semblent pas y être directement lié.
En effet, cette potentielle erreur d'interprétation géographique due aux connaissances lacunaires des auteurs gréco-romain a jusqu'ici favorisé l'hypothèse d'une conquête nilote, par le royaume d'Aksoum, des territoires du royaume de Koush dès le Ier siècle av. J.-C. Pourtant, aucune conquête n'est mentionnée dans les sources ultérieures pour confirmer cela. Il est suggéré que la ville de Kyeneion serait l'actuelle ville de Welkite ou Qohayn (Érythrée).

### Expansions militaires

#### Contrôle de la mer Rouge

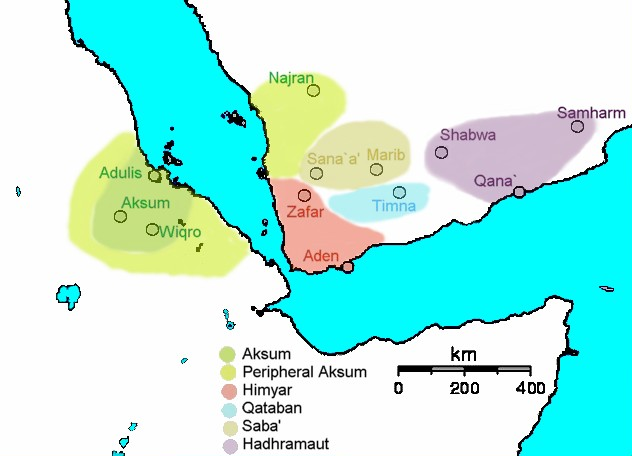
Aksoum et l'Arabie du Sud à la fin du règne de GDRT au III.

Les deux stèles du Monumentum Adulitanum (en) décrivent en grec les différentes étapes des conquêtes, mais leur datation est initialement rendue complexe par l'absence de mention de roi ainsi que plusieurs confusions produites ultérieurement par Cosmas Indicopleustès au VIe siècle. La datation de ces campagnes militaires s'effectuent toutefois avec certitude avant le règne d'Ezana.
L'implication politique du royaume d'Aksoum dans le sud de l'Arabie se déroule entre 200 et 270. Le royaume forme alternativement des alliances et entre en conflit avec les royaumes qui s'y trouve, parvenant progressivement à installer des garnisons et occuper la région de Tihama. Le conflit contre le royaume Himyar s'étend donc sur une période de 70 ans et se clôture par la capture de la capitale, Zafar. Dans les années 320, de nouvelles campagnes militaires mettent un terme aux poches de résistance en Hadramaout et confirment la suprématie politique aksoumite sur le territoire.

Parallèlement à ces campagnes en Arabie du Sud, le royaume d'Aksoum s'étend également dans le Nord-Est de l'Afrique. Les principales opérations militaires se déroulent dans les hauts plateaux abyssins avec une extension du territoire vers le sud. La prise de contrôle de ces territoires a probablement un impact sur l'économie et la stabilité du royaume de Koush voisin. D'autres conquêtes, vers le nord du territoire, soumettent des populations Blemmyes. 

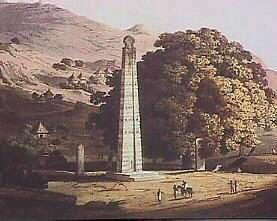
Stèles aksoumites. Henry Salt (1827)

La stèle mentionne que le royaume borde alors les frontières de l'Egypte, cependant une erreur d'interprétation supposait que ce soit dû à une conquête d'une partie de la Nubie au IIIe siècle. Les recherches récentes permettent d'infirmer cela et confirment que le royaume Koush est encore fermement implanté et opère des actions militaires qui repoussent les frontières de l'Empire Romain durant cette période. L'hypothèse retenue au XXIe siècle est que la soumission des populations Blemmyes est totale, ce qui amène effectivement la zone d'influence aksoumite à la frontière de l'Empire Romain par la côte de la mer rouge, et non par la Nubie.
À la fin du IIIe siècle, le royaume frappe sa propre monnaie et il est mentionné par le prophète Mani comme l’une des quatre grandes puissances de son temps, avec la Perse, l’Empire romain et la Chine. C'est également durant le IIIe siècle que des travaux d'infrastructures routières sont entreprises afin d'améliorer les connexions entre les différentes villes et faciliter le commerce terrestre intérieur. Mais le réseau routier s'étend également au-delà du territoire sous juridiction directe d'Aksoum et rejoint différents états tributaires afin d'assurer la collecte des tributs et l'approvisionnement en troupes. Outre la flotte commerciale, une voie caravanière à destination de l’Égypte fut tracée à terre, à l’écart du corridor du Nil. Le royaume d’Aksoum est ainsi parvenu à devenir le principal fournisseur de produits africains pour l’Empire romain.

#### Conquête de la Nubie

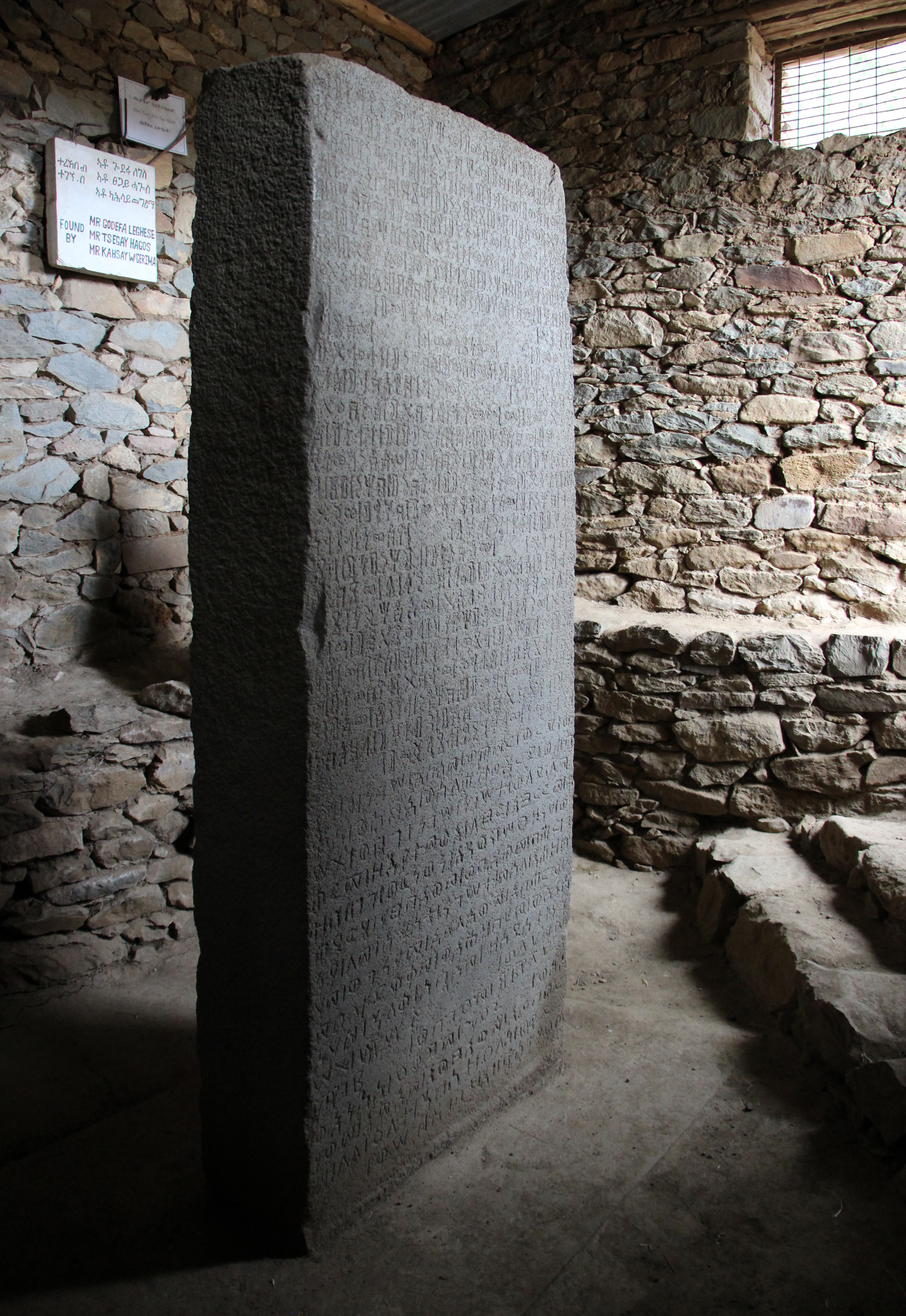
Stèle d'Ezana rédigée en grec, guèze et sabéen rapportant ses victoires.

Les nombreux récits relatifs à la conquête de la Nubie varient au fil du temps et souffrent de défauts communs à l'historiographie de l'Afrique, mettant en exergue une personnalité héroïque qui serait à l'initiative de l'ensemble des grands changements que traverse le royaume d'Aksoum au IVe siècle, le roi Ezana. Toutefois, les recherches récentes donnent de nouvelles indications au récit. La première mention d'une domination politique sur le royaume de Koush est inscrite dans la stèle du Monumentum Adulitanum (en) dont le commanditaire serait Ella-Amida selon Stuart Munro-Hay (en).
La stèle mentionne le royaume de Koush parmi d'autres titres vassaux et le recroisement à d'autres sources mènent à deux hypothèses sur la nature du conflit. La première est celle d'une conquête armée visant à assujettir le royaume Koush. La seconde, portée par Stanley M. Burstein (en), pointent des sources grècques relatives au roi de Koush se révoltant. L'hypothèse serait celle d'une intervention de répression au sein d'un territoire qui serait déjà vassal ou tributaire du royaume d'Aksoum.
Plusieurs mentions de divinité païenne permettent de confirmer qu'il ne peut effectivement pas s'agir de conquêtes effectuées par Ezana qui intervient, quant à lui, dans un autre contexte afin de réprimer la Nobatie émergente qui attaque son vassal koushite. En effet, l’élite d'Aksoum se convertit au christianisme, alors monophysite, entre 325 et 328, sous le règne du roi Ezana, devenant le troisième État à adopter cette religion après l’Arménie (301) et la Géorgie (317), et avant l'Empire romain (en 380 avec l'édit de Thessalonique) et le premier à apposer la croix sur ses pièces de monnaie. La population suit, et la conversion semble complète au VIe siècle.
Après sa conversion au christianisme, Ezana poursuit l'extension du territoire dans la partie occidentale de la Nubie depuis la région vassale de Méroé. Cependant, un conflit éclate avec les Nobas qui prennent possession de deux villes koushites, justifiant une intervention punitive . Lors de la guerre avec les Nobas, la première phase s'effectue directement sur leur territoire et il pille plusieurs de leurs villes. Dans un second temps, il redirige son armée vers les territoires koushites pour reprendre les villes capturées.

### L'empire

Zone d'influence du royaume axoumite.

Sous le règne des successeurs d’Ezana, connus seulement par leurs monnaies, le royaume d’Aksoum est à l’apogée de sa puissance : selon les auteurs byzantins, sa capitale est en lien avec Constantinople, l’Iran, l’Inde et Ceylan. Ses ambassades lui permettent de faire libérer en Perse un évêque emprisonné. Aksoum commerce par la mer Rouge, par les routes de caravanes remontant d’Égypte ou partant du Yémen vers la Mésopotamie. Le royaume exporte des émeraudes venues des cataractes du Nil (pays des Blemmyes), des épices, de l’encens et se fournit jusqu’à des distances de cinquante journées de voyage d’Adulis. Il exporte aussi des produits indigènes : des bœufs, du fer et du sel de chez les Agao du pays de Sasou, au-delà du lac Tana.
À son apogée, le royaume d’Aksoum contrôlait le nord de l’Éthiopie, l’Érythrée, le nord-est du Soudan, le sud-est de l'Égypte, Djibouti, le Yémen ainsi que le sud de l’Arabie saoudite, soit un total de 1,25 million de km².
Au VIe siècle, sous le règne de Ella Asbeha, de nouvelles conquêtes militaires sont lancées. En 518, elles prennent la direction du royaume d'Himyar afin de protéger les communautés chrétiennes implantées dans les territoires contrôlés par le royaume d'Aksoum dans le sur de l'Arabie. Une rébellion éclate en 522 et les forces aksoumite la répriment en 525. Une nouvelle rebellion en 531 fait perdre le contrôle direct de la région qui gagne son indépendance en l'échange du versement d'un tribut.
De plus, sous le règne d'Ella Asbeha, le contrôle qu'exerce le royaume d'Aksoum sur la Nubie s'effrite et sa topographie politique est plus complexe qu'au IVe siècle. Trois royaumes chrétiens s'y sont affirmés : la Nobatie, l'Alodie et la Makurie. Pourtant, Ella Asbeha continue d'intégrer à ses titres celui de roi de Koush, peut-être par mimétisme des titres que s'attribuait Ella-Amida. Parmi ses titres, il intègre également celui de roi de Nobatie, démontrant ici une volonté de reconstruction historique ou d'usurpation de titre. En effet, le renforcement de ces trois royaumes se fait sans lien de vassalité clairement identifiable. Des relations de mercenariat semblent cependant attestées.

### Déclin

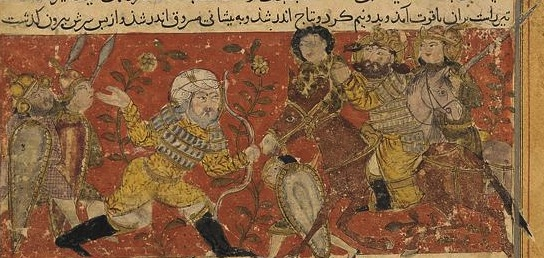
Le général Sassanides tue le dernier roi Éthiopien du Yémen, sujet du royaume d'Aksoum.

L’empire d'Aksoum fut un quasi-allié de l’empire byzantin dans sa lutte contre leur concurrent commun, l’Empire perse. Après un deuxième âge d'or au début du VIe siècle, l'Empire a commencé à décliner, cessant sa production de pièces de monnaie axoumite au début du VIIe siècle. Ce déclin soudain pourrait être le fait d'une perte de monopole commercial au sein de la mer Rouge ainsi que dans le contexte de l'apparition et de la diffusion de l'Islam.
Les relations entre le royaume d'Aksoum et les premiers États musulmans sont toutefois cordiales au départ et aucune conquête directe de la région n'est initialement tentée par les troupes musulmanes. Cependant, la concurrence commerciale de La Mecque détourne le flux de marchandise vers Djeddah et provoque le déclin d'Adulis. Cette situation provoque quelques incursions des flottes éthiopiennes contre les ports d'Al Shuayba (dans l'actuel Qatar) et de Djeddah en 630, 640-641 et 702. En plus de cela, la principauté située sur l'archipel des Dahlak change d’allégeance au VIIIe siècle et favorise le commerce yéménite.
Le changement d'hégémonie au sein de la mer Rouge est un facteur important et s'est effectué par à-coups. L'archéologie permet de relever plusieurs abandons soudains de sites aksoumites à partir du VIIe siècle, dont le port d'Adulis qui est incendié à cette période. La période s'accompagne d'instabilité et de révoltes contre le roi en place.

### Fin du royaume
La fin du royaume est indéterminée. Du VIIe siècle au XIIe siècle, la période qui suit le déclin d'Aksoum est obscure et ne s'accompagne d'une extinction quasi complète de la production de documents et stèles. Le croisement entre les quelques témoignages écrits et les données archéologiques signalent des pratiques funéraires païennes. Des indices dessinent de potentielles sociétés organisées capable de mettre à mal le royaume chrétien aux environs du Xe siècle. À partir du XIe siècle, un nouvel État chrétien semble se former, soutenu par la dynastie Zagwé. Yekouno Amlak, qui tue le dernier roi Zagwé et fonde la dynastie salomonide au XIIIe siècle, se disait descendant du dernier Empereur d’Aksoum, Del Na'od.
C'est durant cette période que se déroulerait la conquête païenne ou juive par la reine Gudit, au IXe ou Xe siècle. Elle aurait battu l'empire d'Aksoum et fait brûler les églises et la littérature. Ces informations provenant de l'Histoire des patriarches de l'Église d'Alexandrie ne permette pas de déterminer la véracité des faits. L'existence de cette reine n’étant pas certaine, certains chercheurs ont avancé une autre théorie selon laquelle le royaume aksoumite aurait pris fin avec l’arrivée d’une reine païenne appelée Bani al-Hamwiyah, vraisemblablement de la tribu al-Damutah ou Damoti (Sidama). C'est cependant bien durant cette période que des structures païennes apparaissent sur les hauts plateaux de l'Éthiopie centrale jusqu'en Érythrée actuelle. Cette culture médiévale émergente, nommée Shay, côtoie des communautés musulmanes et chrétiennes.

## Société

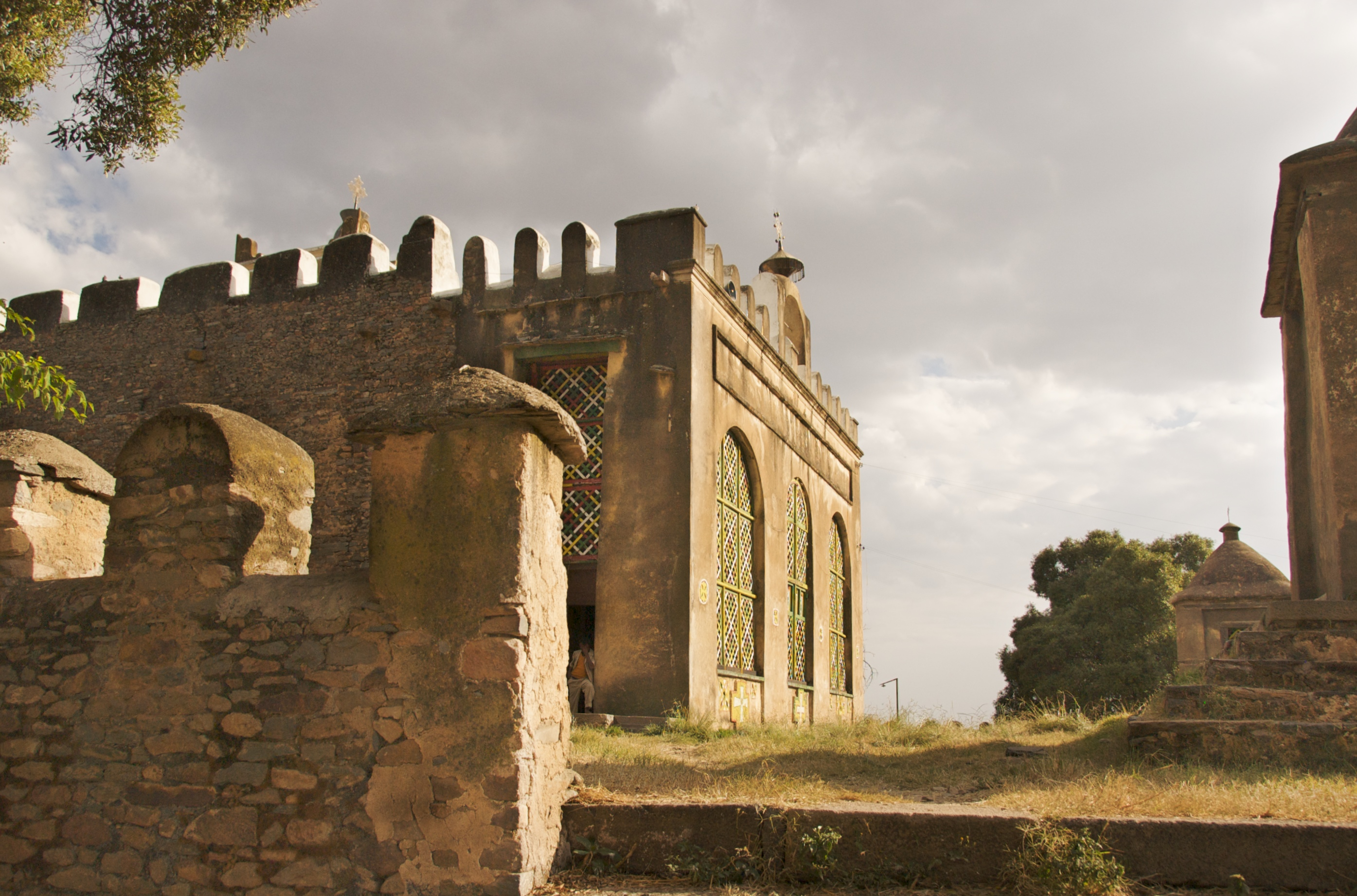
Église Sainte-Marie-de-Sion, construite au IVe siècle sous le règne Ezana.

Le royaume semble être constitué à ses débuts d'une série de principautés dont l'unification repose sur la capacité du souverain à affirmer sa puissance. Les rois aksoumites portaient le titre officiel de ነገሠ ፡ ነገሠተ (ngś ngśt - Roi des Rois) qui devint plus tard dans la langue guèze, ንጉሠ ፡ ነገሥት (negusä nägäst ou négus). Le plus ancien roi identifié serait Zoskales mentionné dans le Périple de la mer Érythrée à la fin du Ier siècle.
Le royaume d'Aksoum possède plusieurs royaumes vassaux et tributaires, chacun d'entre eux possédant son propre dirigeant et ayant lui-même des sujets administrant de plus petites communautés de 1000 à 1500 personnes.
Les Aksoumites possédaient des esclaves et modifièrent le système féodal pour permettre la culture des terres.
La population aksoumite était composée de personnes parlant des langues sémitiques (appelés les Habeshas),, des langues couchitiques et des langues nilo-sahariennes.
Si l’ancienne capitale impériale n’est plus aujourd’hui qu’une ville secondaire de province, elle était à l’époque une métropole animée, un centre culturel et économique de premier ordre. Deux collines et deux ruisseaux sont situés à l’est et à l’ouest de la ville, ce qui explique peut-être le choix initial d’implantation de la cité antique. Sur les flancs des collines et dans la plaine située à l’extérieur, les Aksoumites avaient établi des cimetières avec des pierres gravées appelé stèles, ou des obélisques.
Parmi les autres villes d’importance du royaume d’Aksoum, il faut citer Yeha, Hawulti-Melazo (en), Matara (Érythrée) (en), Adulis (Érythrée) et Qohaito (Érythrée) (en).

## Relations étrangères et économie
L'activité économique interne repose d'abord sur l'agriculture et l'élevage. Les pentes montagneuses du Tigré sont aménagés en terrasses afin de capter les eaux et irriger les champs. Des infrastructures telles que des citernes, barrages et canaux d'irrigation soutiennent les différents espaces agricoles. La domestication des éléphants est un élément très spécifique réservé à la cour du roi. À ceci s'ajoutent plusieurs corps de métiers artisanaux tels que des forgerons, métallurgistes, potiers, tailleur de pierre et sculpteurs.
Aksoum commerce avec l'Inde et l'Empire romain, puis plus tard avec les Byzantins, exportant de l'ivoire, des écailles de tortue, de l'or et des émeraudes, et important de la soie et des épices. Aksoum a à la fois un accès à la mer Rouge et le Nil ce qui permet à son imposante flotte maritime de profiter du commerce entre de nombreux pays africains (Nubie), d'Arabie (Yémen) et d'Inde. Au IIIe siècle apr. J.-C., le royaume d'Aksoum acquiert une influence sur les États de la péninsule arabique à travers la mer Rouge, et vers 350, il conquiert le royaume de Koush.
Les principaux produits d'exportation d'Aksoum proviennent de l'agriculture, comme la majeure partie des États à l'époque. Les terres sont plus fertiles au temps des aksoumites qu'aujourd'hui et leurs principales productions étaient des céréales, telles que le blé et l'orge. Les aksoumites élèvent également du bétail, des chèvres et des chameaux. Les animaux sauvages sont chassés, notamment pour l'ivoire et les cornes de rhinocéros. Le royaume est également riche en or et en gisements de fer. Ces métaux sont précieux pour le commerce, mais un autre minéral est aussi largement commercialisé, le sel.
Aksoum reste un empire puissant et une puissance commerciale jusqu'à l'essor de l'islam au VIIe siècle. Toutefois, dans la mesure où les aksoumites ont abrité les premiers disciples de Mahomet, les musulmans n'ont guère essayé de renverser Aksoum comme ils l'ont fait dans une grande partie de l'Afrique. Néanmoins, en 640, Omar ibn al-Khattâb envoie une expédition navale contre Adulis, mais il est battu. La puissance navale d'Aksoum commence pourtant à décroître au cours de cette période, même si, en 702, des pirates aksoumites réussissent à envahir Hedjaz et occuper Djeddah.
En représailles, le calife Sulayman ben Abd al-Malik prend l'archipel des Dahlak, qui demeure musulman jusqu'au IXe siècle lorsqu'il redevient un territoire sous contrôle du négus d'Éthiopie.
Finalement, l'Empire islamique prend le contrôle de la mer Rouge et de la majeure partie de la vallée du Nil, amenant Aksoum à l'isolement économique. Toutefois, le royaume conserve d'assez bonnes relations avec ses voisins musulmans. Deux États chrétiens au nord-ouest d'Aksoum (dans l'actuel Soudan), Makurie et Alodie, survivent jusqu'au XIIIe siècle, puis sont finalement forcés par les musulmans à se convertir à l'islam.

## Religion

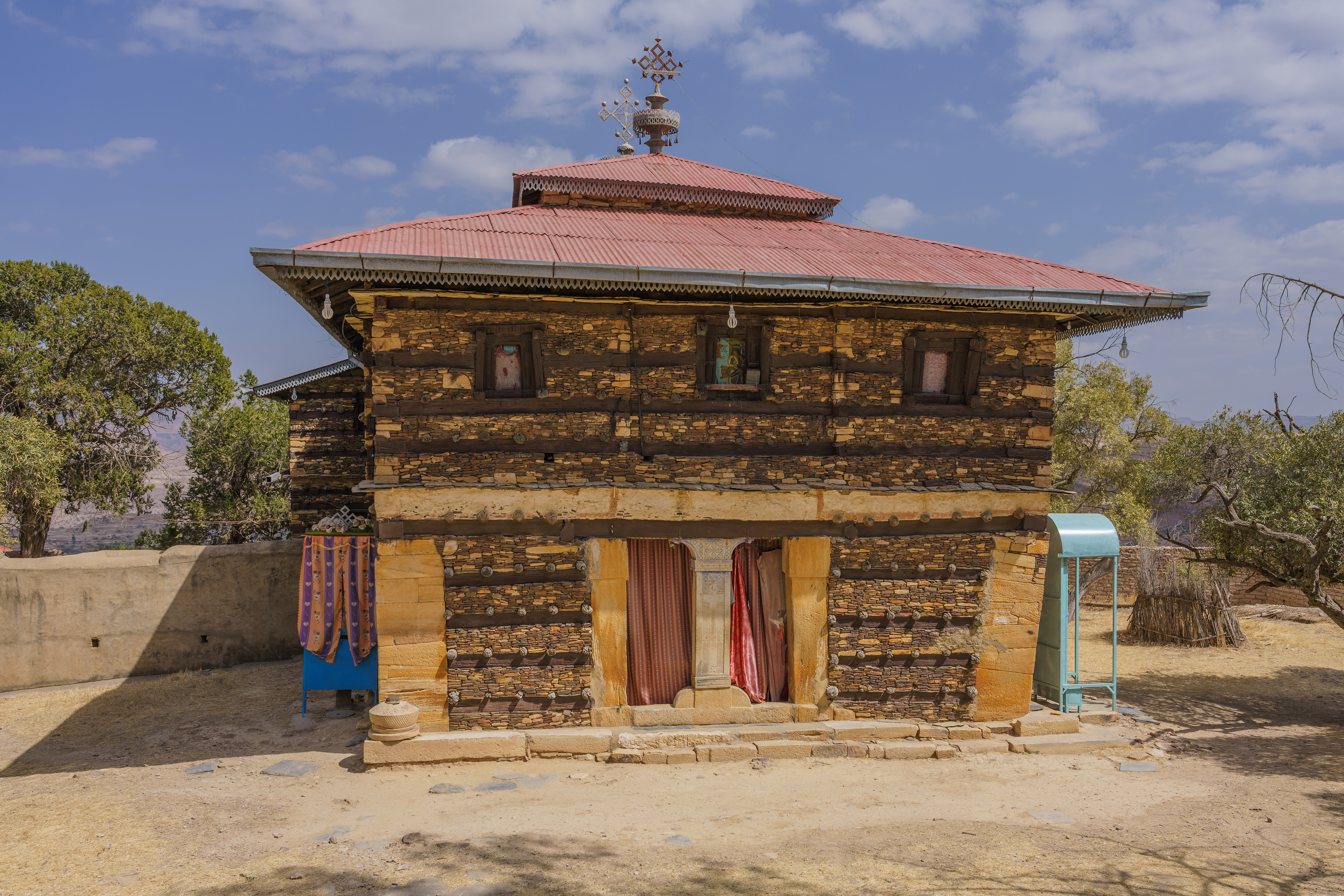
Église du monastère de Debré Damo.

Avant leur conversion au christianisme, les Aksoumites pratiquaient une religion polythéiste. Astar était le principal dieu du royaume d'Aksoum préchrétien, et son fils, Mahrem (ou Maher), était celui dont les rois d'Axoum revendiquèrent être les descendants. En 324, le roi Ezana est converti par son maître et esclave Frumentius, le fondateur de l'église orthodoxe éthiopienne. Frumentius éduqua l'empereur lorsqu'il était jeune et, dans une certaine mesure, il participa à la conversion de l'Empire. Il était en relation avec l'Église d'Alexandrie et fut nommé évêque d'Éthiopie vers 330.
Aksoum est également le lieu présumé où serait conservée l'Arche d'alliance. D'après la légende, l'arche aurait été déposée à l'église Sainte-Marie-de-Sion par Ménélik Ier, le fils du roi Salomon et de la reine de Saba selon la Kebra Nagast. Une controverse entoure encore la présence de la relique car, à l'exception du prêtre la protégeant, personne n'est autorisé à pénétrer dans cette église et donc il est impossible de vérifier l'existence de l'Arche.
Les Aksoumites ont érigé un certain nombre de stèles monumentales. Selon la tradition, Aksoum est également le lieu présumé où repose l'Arche d'alliance ainsi que la maison de la reine de Saba.

## Culture

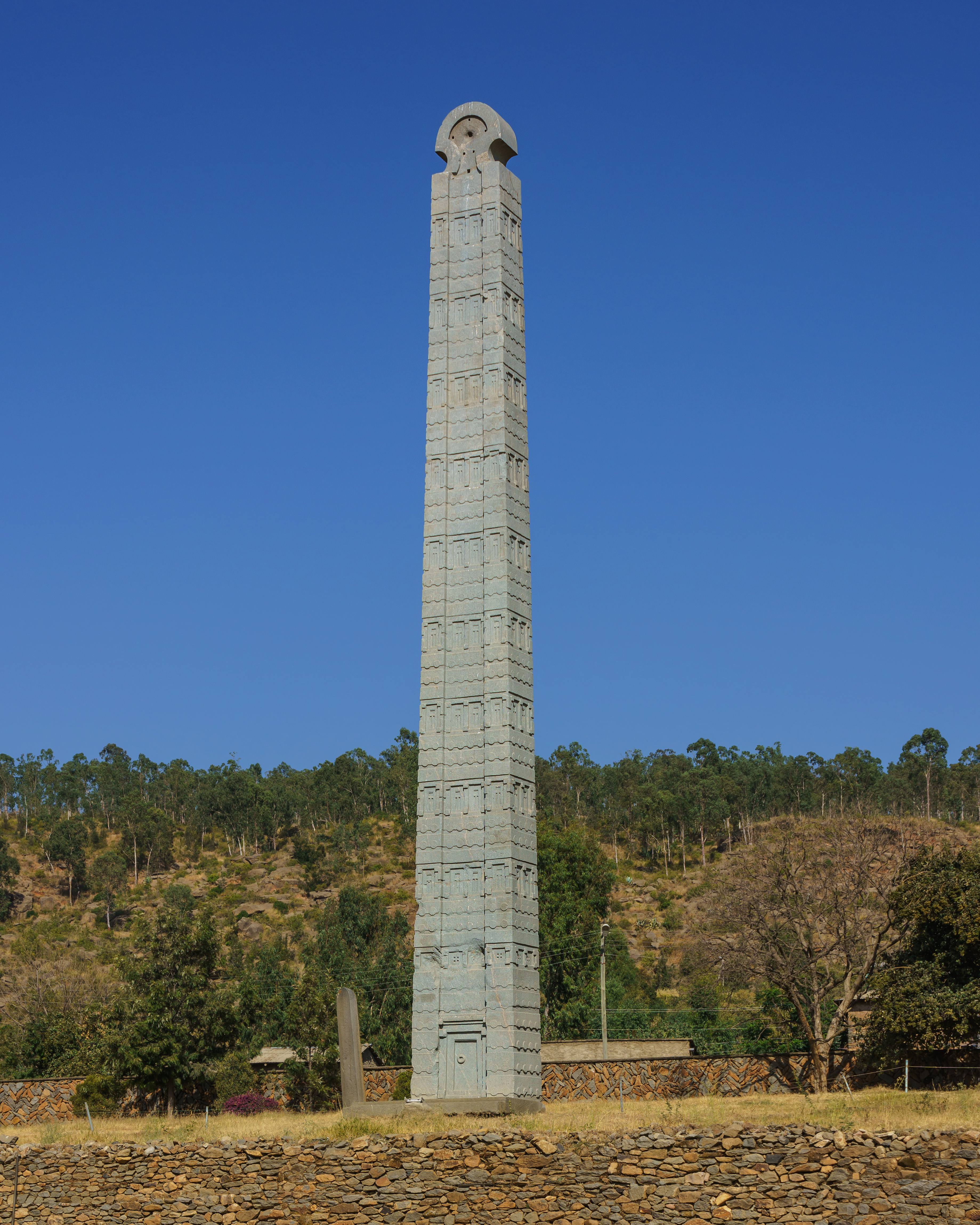
May-Hedja, obélisque d'Aksoum, symbole de la civilisation aksoumite

L'empire d'Aksoum était remarquable pour un certain nombre de réalisations, telles que son propre alphabet, l'alphasyllabaire guèze qui a par la suite évolué pour inclure des voyelles, devenant ainsi alphasyllabaire. En outre, dans les premières années de l'Empire, il y a près de 1 700 ans, des obélisques géants en l'honneur des empereurs ainsi que des pierres tombales (dans des chambres souterraines) furent construits, le plus célèbre d'entre eux étant l'obélisque d'Aksoum, May-Hedja.
Sous le règne de l'Empereur Ezana, Aksoum adopta le christianisme à la place des religions polythéistes et juive, qui donnèrent naissance à l'église érythréenne orthodoxe et l'Église orthodoxe éthiopienne. Après le schisme avec l'église orthodoxe à la suite du concile de Chalcédoine (451), le royaume d'Aksoum joua un rôle important pour l'église monophysiste et ses écritures et sa liturgie sont encore en guèze.
Aksoum était une nation cosmopolite et d'une grande richesse culturelle. C'était un lieu où se croisaient de nombreuses cultures, éthiopienne, égyptienne, soudannaise, arabe et indienne. Les principales ville du royaume étaient sabéennes, juives, nubiennes, chrétiennes et même minoritairement bouddhistes.

### Monnaie

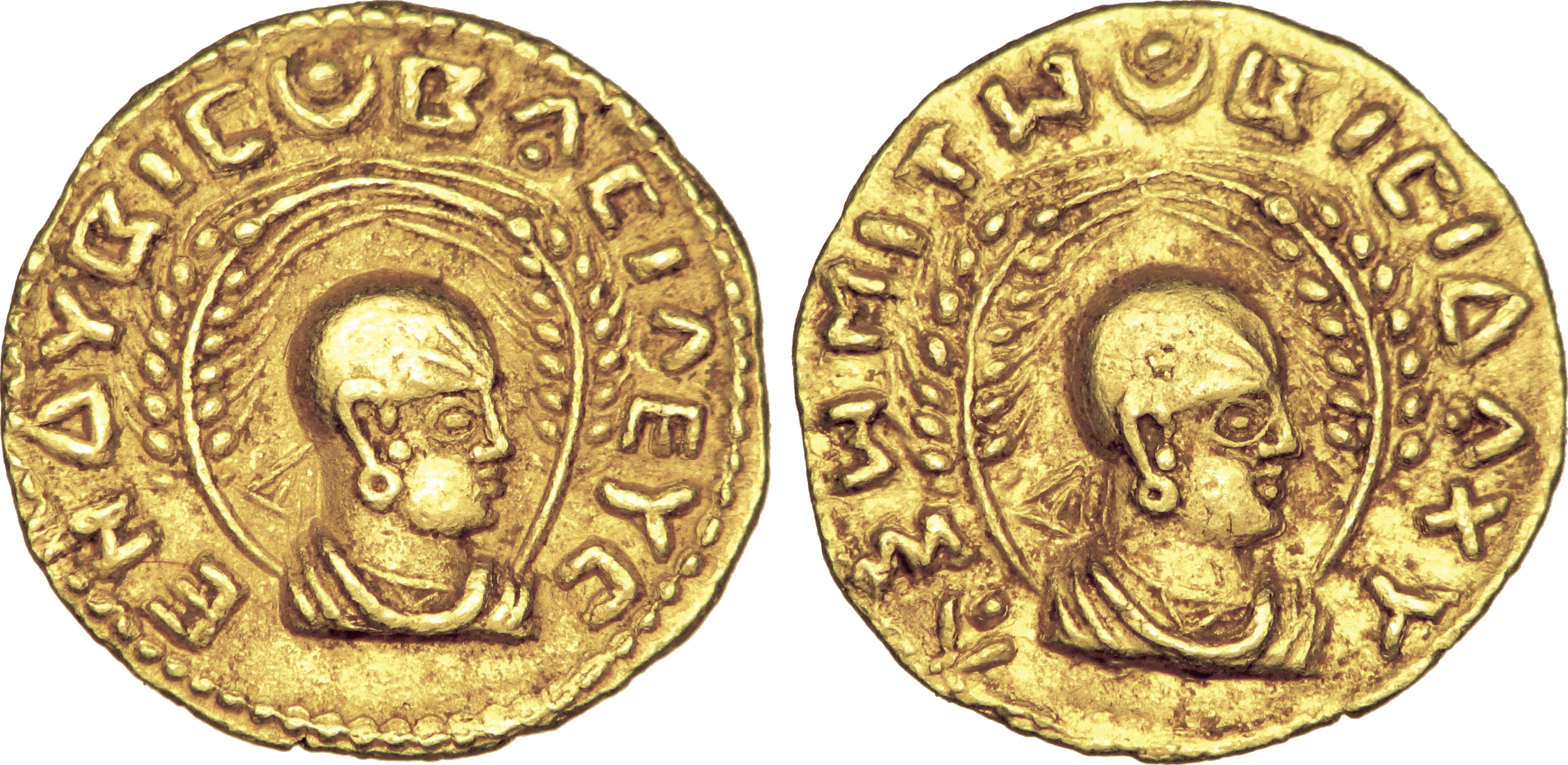
Triens d’or du royaume Axoumite avec en représentation le roi Endubis.

Le royaume d'Aksoum fut le premier État africain à avoir ses propres pièces de monnaie. Dès le règne d'Endubis jusqu'à Ashama ibn Abjar (Armah) (entre 270 et 610), des pièces en or, argent et bronze, furent frappées. Le fait de posséder sa monnaie était, dans l'Antiquité, un acte de grande importance car il faisait de l'empire d'Aksoum l'égal de ses voisins. Beaucoup de pièces sont caractéristiques de ce qui se passait au moment où elles étaient fabriqués[réf. nécessaire]. Un exemple est l'ajout d'une croix sur les pièces après la conversion de l'Empire au christianisme. La présence de pièces de monnaie a également simplifié le commerce et était tout à la fois un instrument utile de propagande et une source de profit pour l'Empire.

### Stèles
Les stèles sont sans doute les éléments les plus identifiables de l'héritage aksoumite. Ces tours de pierre servaient à marquer les tombes ou à décorer de magnifiques bâtiments. Le plus important de ces immenses obélisques mesurait 33 mètres de haut. Les stèles étaient généralement gravées avec l'emblème du roi ou celui d'un personnage noble.

## Sources historiques
L'historiographie d'Aksoum repose sur une variété de sources contemporaines. La production de monnaie permet notamment de soutenir à l'identification des monarques notables et de leur ordre de succession. Les textes gravés sur les stèles complètent la compréhension de leur vie respective et de l'histoire générale du royaume. À ceci s'ajoutent également des productions extérieures au pays grecques et arabes. On retrouve des auteurs tels que Pline l'Ancien, Ibn Hichâm et Ibn Hawqal.